# 中国南车
中国南车集团公司（简称中国南车、南车集团、CSR）曾是中国一家从事铁路机车、客车、货车、动车组、城轨地铁车辆及重要零部件的研发、制造、销售、修理和租赁，以及轨道交通装备专有技术延伸产业等的大型企业集团；成立于2002年7月2日，总部设于北京，曾经是中国乃至全球最大的轨道交通设备制造商和解决方案供应商之一。
2015年6月1日，子公司中国南车股份有限公司和中国北方机车车辆工业集团公司旗下的中国北车股份有限公司合并成立新的中国中车股份有限公司，中国南车集团公司是新公司的最大股东；2015年8月5日，南车集团与北车集团签署合并协议，成立中国中车集团公司。

## 历史沿革
中国南车集团公司前身为成立于1986年的中国铁路机车车辆工业总公司，为中华人民共和国铁道部的国营铁路机车车辆装备制造企业，对下辖三十多家机车车辆、机械、电机工厂和四家机车车辆专业研究所实行统一领导和全面管理。
1990年代末开始，随着中国政府对铁路、民航、电信、烟草、军工等国营产业系统脱钩工作的部署。为改变财产边界不清、生产效率低下的状况，中国铁道部进行了打破政企合一、行业垄断的铁路运输行业体制的改革研究，于1998年底开始了对直属企业改组、调整、清理、规范的工作。铁道部首先决定了中国铁路工程总公司、中国铁道建筑总公司、中国铁路机车车辆工业总公司、中国铁路通信信号总公司、中国土木工程集团公司等五大直属非运输企业作为首批脱钩单位，脱钩方式采用总公司（集团）整体移交中央政府管理的方式进行。2000年3月23日，铁道部、国家经贸委联合向国务院上报了《关于铁路非运输企业政企分开方案的请示》。同年4月24日，方案得到国务院批复通过，5月进入五大公司（集团）脱钩移交阶段。
2000年9月，经中国国务院批准，根据构建竞争主体、避免重复建设的精神，中车公司分拆为中国北方机车车辆工业集团公司和中国南方机车车辆工业集团公司两家国有独资大型集团公司，从铁道部归口管理划归为中央政府国资委管理。2000年9月28日，铁道部印发《关于向中央工委移交中国铁路工程总公司等企业领导班子管理职责的通知》，依法规范了铁道部、铁路企业与五大公司间的相互关系，标志着铁道部与五大公司正式实现政企分开。
自2010年3月9日起，公司名称由“中国南方机车车辆工业集团公司”（英語：China South Locomotive & Rolling Stock Corporation Limited）改为“中国南车集团公司”，原名称终止使用。

## 中国南车股份有限公司
中国南车股份有限公司（英語：CSR Corporation Limited，港交所除牌前1766.HK，上交所除牌前：601766.SS）成立于2007年12月28日，是经中国国务院同意，国务院国有资产监督管理委员会批准，由中国南方机车车辆工业集团公司（今中国南车集团公司）联合北京铁工经贸公司共同发起设立，并由中国南车集团控股的股份有限公司。于2008年8月18日和21日分别在上海及香港上市。中国南车现有全资及控股子公司17个，分布在中国10多个省市。其具体业务为铁路机车、客车、货车、动车组、城轨地铁车辆及重要零部件的研发、制造、销售、修理、租赁，和轨道交通装备专有技术延伸产业，以及相关技术服务，信息咨询，实业投资与管理，进出口等。所属行业为机械制造业中的交通运输装备制造业。
2014年12月30日晚间，南车、北车合并方案出台，中國南車将吸收合併中國北車，组成新的中国中车集团，合併後新公司承繼及承接中國南車與中國北車的全部資產、負債、業務、人員、合同、資質及其他一切權利與義務，從而實現雙方對等合併的行為。
2012年4月9日中國南車與母企中國南車集團合資成立的財務公司，已獲銀監會核准籌建批覆；該公司註冊資本為10億元人民幣，中國南車擬以現金出資91%。
2014年12月30日晚间，南车、北车合并方案出台，中国南车股份有限公司吸收中国北车股份有限公司并成立新的中国中车股份有限公司。

### 一级子公司

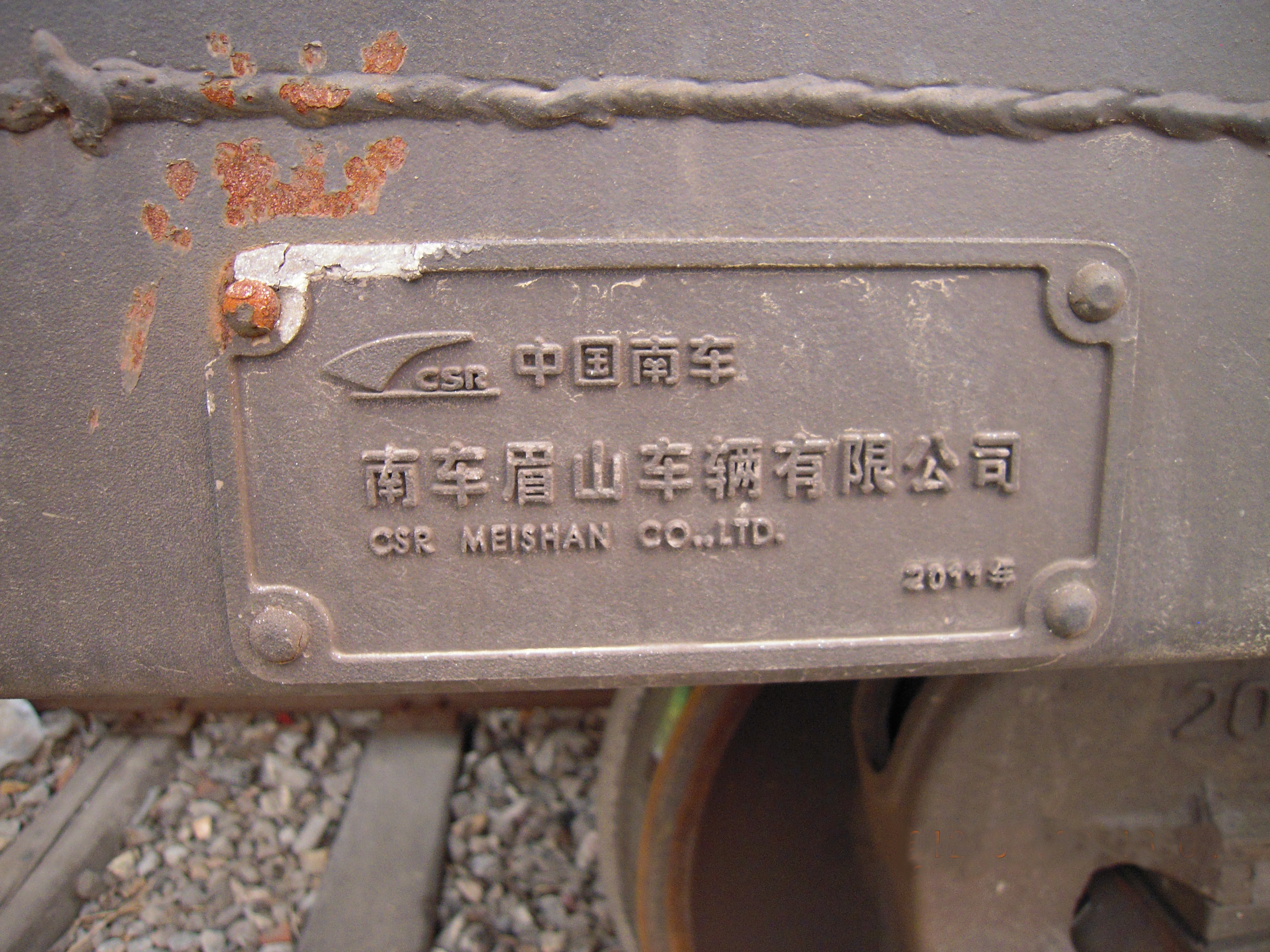
一节货车车皮上的中国南车标识

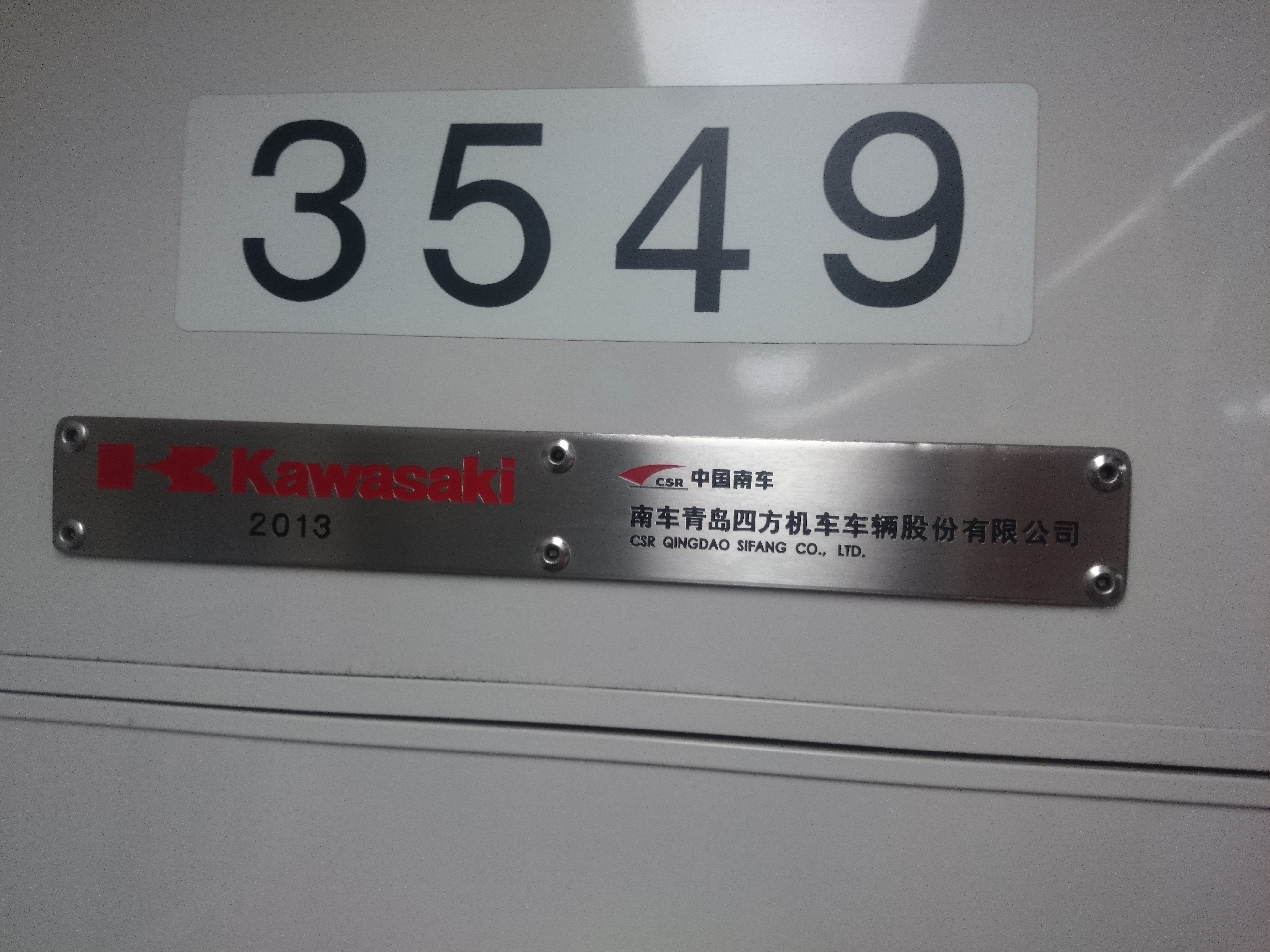
C151A动车组上的铭牌，印有川崎重工和南车青岛四方机车的标志

- 南车长江车辆有限公司
- 南车株洲电力机车有限公司
- 南车资阳机车有限公司
- 南车戚墅堰机车有限公司

- 南车青岛四方机车车辆股份有限公司
- 南车四方车辆有限公司
- 南车南京浦镇车辆有限公司
- 南车眉山车辆有限公司
- 南车成都机车车辆有限公司
- 南车洛阳机车有限公司
- 南车二七车辆有限公司
- 南车石家庄车辆有限公司
- 南车投资租赁有限公司
- 南车株洲电力机车研究所有限公司
- 南车戚墅堰机车车辆工艺研究所有限公司
- 南车株洲电机有限公司
- 中国南车（香港）有限公司